# 三河内村
三河内村（みごうちむら）は、京都府与謝郡にあった村。現在の与謝野町三河内にあたる。

## 地理
- 河川：野田川

## 歴史
- 1889年（明治22年）4月1日 - 町村制の施行により、近世以来の三河内村が単独で自治体を形成。
- 1955年（昭和30年）3月1日 - 岩屋村・市場村・山田村・石川村と合併して野田川町が発足。同日三河内村廃止。

## 交通

### 鉄道路線
- 加悦鉄道
  - 加悦鉄道線（1985年廃止）
    - 加悦谷高校前駅 - 三河内口駅 - 丹後三河内駅